# Amir Azmy
Amir Azmy Mohamed Megahed (en arabe : أمير عزمى مجاهد) est un footballeur international égyptien né le 14 février 1983 au Caire.

## Carrière
- 2002-jan. 2005 : Zamalek  Égypte
- fév. 2005-fév. 2007 : PAOK Salonique  Grèce
- fév. 2007-déc. 2007 : Al Shabab Riyad  Arabie saoudite
- jan. 2008-2008 : Anorthosis Famagouste  Chypre
- 2008-déc. 2008 : Hacettepe SK  Turquie
- jan. 2009-mars 2009 : AEK Larnaca  Chypre
- mai 2009-juil. 2009 : Zamalek  Égypte
- 2009-oct. 2009 : Diyarbakirspor  Turquie
- jan. 2010-2010 : Haras El-Hedood Club
- juillet 2010 : Tala'ea El Geish  Égypte
- 2010-déc. 2010 : Al Taawon [1]

## Sélections
- 5 sélections et 0 but avec l'équipe d'Égypte depuis 2005.